# Максимовка (Гомельская область)
Максимовка (бел. Максимаўка) — упразднённый посёлок в Ровковичском сельсовете Чечерского района Гомельской области Беларуси. В результате катастрофы на Чернобыльской АЭС и радиационного загрязнения жители посёлка (10 семей) в 1992 году были переселены в чистые места.

## География

### Расположение
В 12 км на юг от Чечерска, 23 км от железнодорожной станции Буда-Кошелёвская (на линии Гомель — Жлобин), 51 км от Гомеля.

## Транспортная сеть
Транспортные связи по просёлочной, затем автомобильной дороге Чечерск — Буда-Кошелёво. Планировка состоит из короткой прямолинейной улицы, ориентированной с юго-востока на северо-запад и застроенной двусторонне деревянными усадьбами.

## История
Основан в начале XX века переселенцами из соседних деревень. В 1926 году в Ровковичском сельсовете Чечерского района Гомельского округа. Рядом находился одноимённый хутор. В 1931 году организован колхоз. 6 жителей погибли на фронтах Великой Отечественной войны. Согласно переписи 1959 года входил в состав колхоза имени А. В. Суворова (центр — деревня Ровковичи).

## Население

### Численность
- 1992 год — жители (10 семей) переселены.

### Динамика
- 1926 год — 17 дворов 89 жителей; на одноимённом хуторе — 8 дворов, 51 житель.
- 1959 год — 79 жителей (согласно переписи).
- 1992 год — жители (10 семей) переселены.